# Trikolon in membris crescentibus
Ein Trikolon in membris crescentibus (griech. kolon: „Glied“) oder eine Dreierfigur in ansteigenden Gliedern ist ein rhetorisches Stilmittel. Es ist mit dem Trikolon verwandt, zeichnet sich jedoch auch durch eine inhaltliche Steigerung (Klimax) aus.
Cicero gebrauchte dieses Stilmittel häufig in seinen politischen Reden, um die Wichtigkeit einer bestimmten Angelegenheit zu verdeutlichen und unterstreichen.
Deutsche Beispiele:
„Ich achte, liebe, vergöttere dich.“,
„Sie ist ein ansehnliches, schönes, nein anbetungswürdiges Mädchen.“